# Опсада Таормина (962)
Опсада Таормина која се одиграла 962. год бла је успешна опсада спроведена од стране фатмидског управника Сицилије над главним византијским утврђењем на острву, под називом Таормина.

## Опсада
Опсаду су предводили Калбидови рођаци Ахмад ибн ел Хасан ел Калби и Ел Хасан ибн Амар, опсада је потрајала тридесет недеља, све док град није пао на Божић 962. године, око 1570 становника(што је било приближно око једне петине становника) одвдеено је у ропство Фатмидком калифу ел Муизи, а град је преименован у ел-Муизију, након чега су ту доведени муслимански насељеници.

## Последице
Након фатимидских победа у опсади Ромете и битке на теснацима 964–965, пад Таормине означио је крај последњих византијских упоришта на Сицилији и коначни завршетак муслиманског освајања Сицилије.